# Lampides spitamenes
Lampides spitamenes är en fjärilsart som beskrevs av Hans Fruhstorfer 1916. Lampides spitamenes ingår i släktet Lampides och familjen juvelvingar. Inga underarter finns listade i Catalogue of Life.